# ویکتور کوریا
ویکتور کوریا (انگلیسی: Victor Correia؛ زادهٔ ۱۲ ژانویهٔ ۱۹۸۵) بازیکن فوتبال اهل گینه بود.
از باشگاه‌هایی که در آن بازی کرده است می‌توان به باشگاه فوتبال استراسبورگ، باشگاه فوتبال لوکرن اوست والاندرن، باشگاه فوتبال لوزان-اسپورت، و باشگاه ورزشی الشمال اشاره کرد.
وی همچنین در تیم ملی فوتبال گینه بازی کرده است.